# Mlha

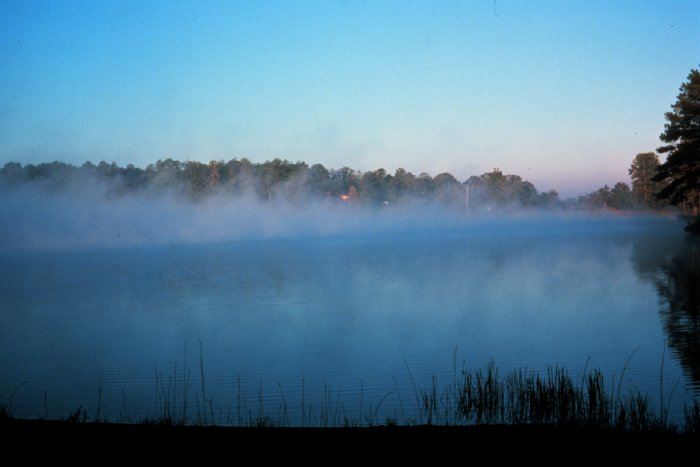
Ranní mlha pokrývá hladinu jezera, obloha zůstává čistá

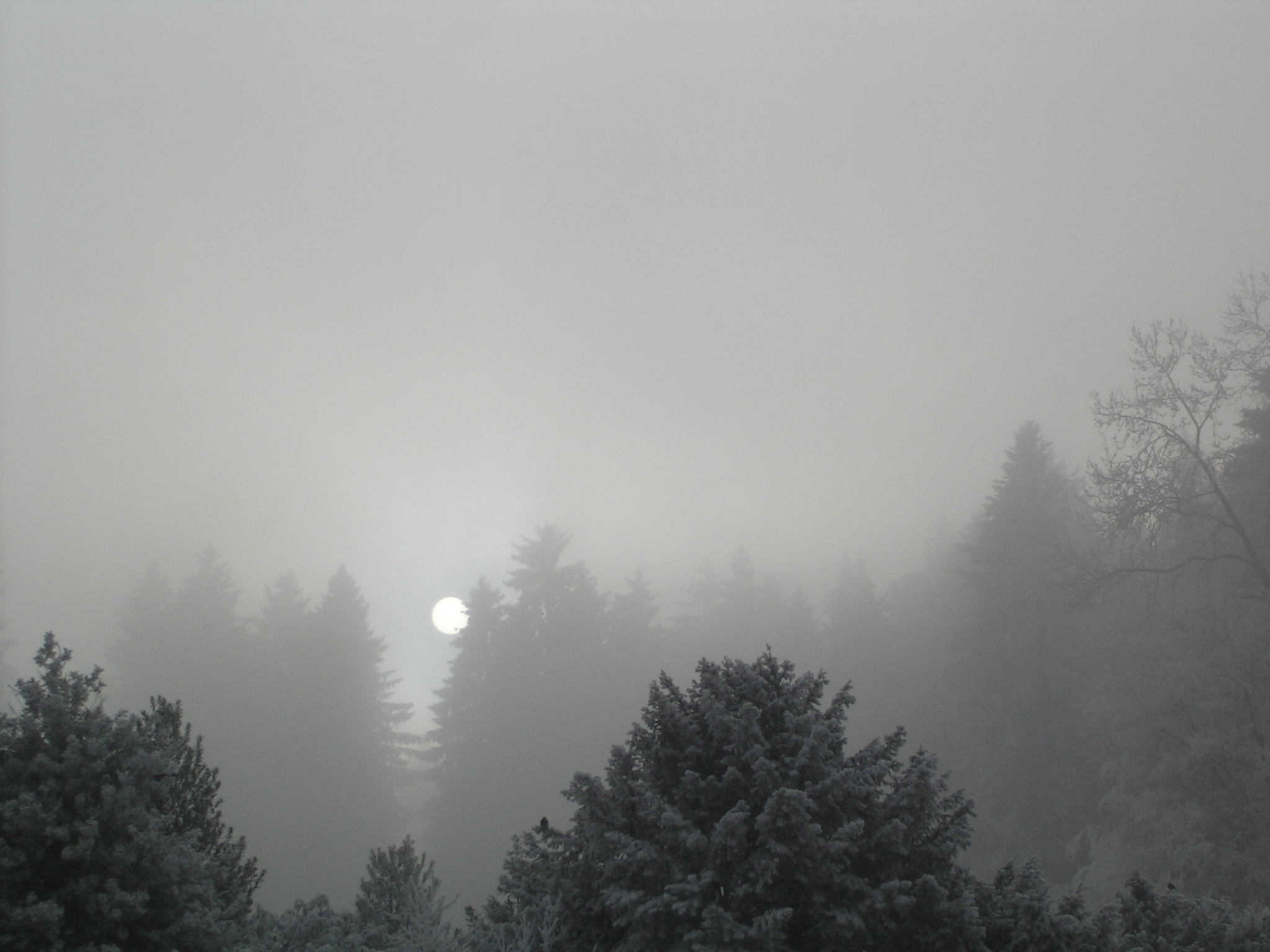
Slunce prosvituje přes mlhu nad lesem

Mlha je oblak, který leží bezprostředně nad zemí a výrazně omezuje viditelnost na vzdálenost nižší než 1 km (jemnější mlha s větší viditelností je opar). Vzniká kondenzací vodní páry v přízemní vrstvě vzduchu. Skládá se z malých vodních kapiček nebo drobných ledových krystalků rozptýlených ve vzduchu. Mlha se od oblaku odlišuje pouze tím, že se dotýká zemského povrchu, zatímco oblak nikoliv. Ochlazování vzduchu nad zemským povrchem, které způsobuje vznik mlhy, může být vyvoláno různými faktory.

## Vznik
Mlha vzniká jako důsledek kondenzace v přízemní vrstvě vzduchu. Vzniká tehdy, poklesne-li teplota vzduchu na teplotu rosného bodu. Podle způsobu, jakým dochází k ochlazování vzdušné masy, lze mlhu rozdělit na několik typů:
- radiační mlhy
- advekční mlhy
- mlhy z vypařování
- mlhy z promíchávání
- orografické mlhy
- městské mlhy
- mlhy vznikající kombinací výše uvedených druhů.

Mlha se častěji tvoří v místě zasaženém exhalacemi. Ty vytvářejí kondenzační centra vhodná pro vznik mlhy.

## Radiační mlha
Radiační mlha vzniká následkem nočního ochlazování vzduchu přiléhajícího k zemskému povrchu. Toto podloží se ochlazuje důsledkem dlouhovlnného vyzařování. Tímto způsobem vznikají mlhy především v noci, v zimním období se někdy udržují po celý den. Pro vznik mlhy je potřebné, aby ochlazování vzduchu od podloží nebylo narušováno silnějším prouděním. Ideální rychlost proudění je 1 - 3 m/s. Při silnějším proudění by se promíchávala mocnější vrstva vzduchu a nedošlo by tak k jejímu dostatečnému ochlazení. Takto by se vzduch nenasytil vodními parami a mlha by nevznikla. Tato mlha se tvoří většinou v druhé polovině noci. V létě tvoří jen tenoučkou vrstvu nad podložím a rozpadává se brzy po východu slunce. Na podzim je to vrstva silná 100 - 200 m a rozpadává se dopoledne, anebo zmetamorfózuje na oblačnost druhu Stratus, se základnou ve výšce 100 - 300 m. V zimě pak může tato mlha trvat v závislosti na vnějších meteorologických podmínkách i celý den.

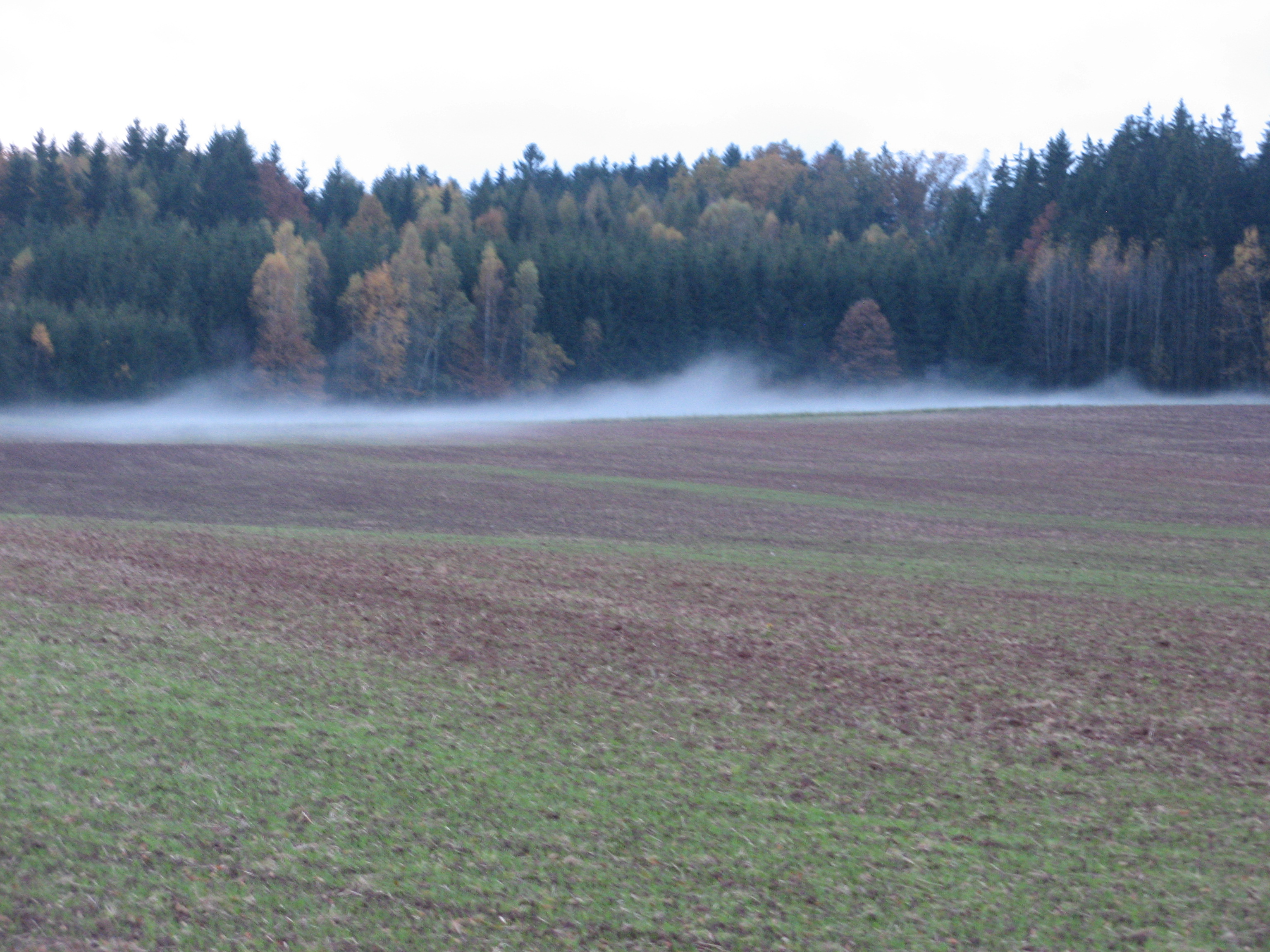
Mlha u lesa v obci Žďár u Staré Paky.

## Advekční mlha
Tento druh mlhy se tvoří ochlazováním relativně teplého a vlhkého vzduchu při jeho advekci (přesunu) nad chladnější povrch. Za advekční mlhu se považuje někdy i mlha vznikající zvýšeným výparem při přesunu studeného vzduchu nad teplý a vlhký povrch. Při svém pohybu se od podloží ochlazují přiléhající vzduchové vrstvy až do stavu nasycení vodnými parami. Při vyšší rychlosti proudění se mlha při zemi neudrží, zdvihne se do výšky a vytvoří se Stratus. Advekční mlhy zabírají velké prostory, mohou vzniknout v kterékoliv denní době, obvykle však na podzim a v zimě, kdy se nad území Česka dostávají teplé a vlhké vzduchové hmoty od oceánu, který je v tomto období teplejší než pevnina. Jsou spojené s mrholením, v nočních hodinách obvykle sílícím vlivem radiačního efektu. Vertikálně vždy přesahují 20 m a mohou být mocné i několik stovek metrů. Mají dlouhé trvání a rozpadávají se především vlivem změny synoptické situace.

## Předfrontální mlha
Vzniká tehdy, když studeným vzduchem před frontou propadávají relativně teplé vodní kapky, které se vypařují a touto vlhkostí nasycují vzduch. Nejčastěji vznikají před teplými frontami v pásmu 100 - 200 km před vlastní frontální čarou.

## Zafrontální mlha
Je podmíněná advekcí teplého a vlhkého vzduchu nad studené podloží za teplou frontou anebo teplou okluzí. Má velkou rozlohu a je spojená s frontální oblačností.

## Frontální mlha
Tento typ mlhy je v podstatě frontální oblačnost, která dosahuje svou spodní základnou až na zemský povrch. Její vznik souvisí jak s advekčními změnami teploty vzduchu, tak s dodatečným nasycením vzduchu způsobeným frontálními srážkami a předfrontálním poklesem tlaku vzduchu.

## Městská mlha
Tento typ mlh je znám spíš pod označením smog. Smog je směs především vodního aerosolu, prachu, kouře a exhalací z dopravy, které smogu propůjčují jeho specifický namodralý až našedlý nádech. Kondenzace vodních par v městském prostředí je díky značné prašnosti i exhalacím o to snazší, zvláště s ohledem na fakt, že brzy po ránu, kdy jsou všeobecně podmínky pro vznik mlh nejpříznivější, sílí dopravní špička a je zvýšená produkce kouře z lokálních topenišť. Rozlišujeme smog londýnského typu (na vzniku smogu se podílí především proudění vlhkého vzduchu od moře) a losangeleského typu (hlavní spouštěč jsou dopravní exhalace).